# Andrzej Bławdzin
Andrzej Bławdzin (Mazóvia, 19 de agosto de 1938 – 10 de abril de 2023) foi um ciclista polonês. Competiu nos Jogos Olímpicos de Verão de 1964 e de 1968. Venceu a edição de 1967 da Volta à Polônia.

## Morte
Andrzej morreu no dia 10 de abril de 2023, aos 84 anos.